# Hijos del pueblo
Hijos del pueblo es una canción popular relacionada con el movimiento obrero, especialmente el de inspiración anarcosindicalista. Parece ser que este himno es obra del periodista alicantino Rafael Carratalá Ramos. Se presentó en 1885 a la Sección de Música revolucionaria del primer certamen socialista organizado por el Centro de Amigos de Reus, perteneciente a la Primera Internacional. 

## Versiones
La letra tiene tres versiones. La primera es la versión de 1885, mientras que la segunda se grabó durante la Guerra civil española por el Orfeón Catalán de Barcelona bajo la dirección de Francisco Pujol. La tercera es una versión titulada Himno anarquista o Salud proletarios.

### Versión del centenario de la CNT
Con motivo de la conmemoración del centenario de la CNT, se puso encima de la mesa la vieja idea de la regrabación de A las barricadas e Hijos del pueblo. El primer paso fue localizar las partituras, para lo cual se pidió a la Fundación de Estudios Libertarios Anselmo Lorenzo, con la esperanza de que estuvieran depositadas en sus archivos, pero informaron de que si aún existían estarían desaparecidas, probablemente extraviadas y/o destruidas al finalizar la Guerra civil.
Posteriormente, se estuvo en contacto con el periódico Tierra y Libertad, descubriendo así que tenían las partituras. Tras meses de trabajo componiendo, escribiendo, arreglando, juntando músicos y cantantes de diferentes masas corales, largas horas de ensayos y correcciones, el 14 de noviembre de 2009 tuvo lugar la grabación definitiva en el Conservatorio de Música Juan Crisóstomo de Arriaga de Bilbao bajo la dirección de Luís Antonio Gamarra.

## Letra
| Hijo del pueblo, te oprimen cadenas y esa injusticia no puede seguir, si tu existencia es un mundo de penas antes que esclavo prefiere morir. Esos burgueses, asaz egoístas, que así desprecian la Humanidad, serán barridos por los anarquistas al fuerte grito de libertad. Rojo pendón, no más sufrir, la explotación ha de sucumbir. Levántate, pueblo leal, al grito de revolución social. Vindicación no hay que pedir; sólo la unión la podrá exigir. Nuestro pavés no romperás. Torpe burgués. ¡Atrás! ¡Atrás! Los corazones obreros que laten por nuestra causa, felices serán. Si entusiasmados y unidos combaten, de la victoria, la palma obtendrán. Los proletarios a la burguesía han de tratarla con altivez, y combatirla también a porfía por su malvada estupidez. Rojo pendón, no más sufrir, la explotación ha de sucumbir. Levántate, pueblo leal, al grito de revolución social. Vindicación no hay que pedir; sólo la unión la podrá exigir. Nuestro pavés no romperás. Torpe burgués. ¡Atrás! ¡Atrás! | Hijo del pueblo, te oprimen cadenas, y esa injusticia no puede seguir; si tu existencia es un mundo de penas antes que esclavo prefiere morir. En la batalla, la hiena fascista, por nuestro esfuerzo sucumbirá; y el pueblo entero, con los anarquistas, hará que triunfe la libertad. Trabajador, no más sufrir, el opresor ha de sucumbir. Levántate, pueblo leal, al grito de revolución social. Fuerte unidad de fe y de acción producirá la revolución. Nuestro pendón uno ha de ser: sólo en la unión está el vencer. | Salud proletarios: Llegó el gran día; dejemos los antros de la explotación, no ser más esclavos de la burguesía, dejemos suspensa la producción. Iguales derechos e iguales deberes tenga por norma la sociedad, y sobre la tierra los humanos seres vivan felices en fraternidad. Trabajador, no más sufrir el opresor ha de sucumbir. A derrocar al capital, al grito de Revolución Social. Acracia al fin triunfará. Bello jardín la tierra será. Todo lo vil a eliminar. Pueblo viril, ¡Luchar, Luchar! No más supremacía de dioses y leyes, no más de tiranos la vil opresión. Y vallas, fronteras, gobiernos y leyes derrúmbense al paso de la rebelión. Formemos un mundo de paz y armonía donde libres imperen las Artes y Amor. Viviendo la libre Anarquía Natura brinda en su rica labor. Trabajador, no más sufrir el opresor ha de sucumbir. A derrocar al capital, al grito de Revolución Social. Acracia al fin triunfará. Bello jardín la tierra será. Todo lo vil a eliminar. Pueblo viril, ¡Luchar, Luchar! |